# Mecolusor confusicius
Mecolusor confusicius (лат.) — ископаемый вид скорпионниц рода Mecolusor из семейства Parachoristidae (Triassochoristidae). Обнаружен в триасовых отложениях Киргизии (Madygen Formation, карнийский ярус, около 230 млн лет). Длина переднего крыла 5,9 мм.
Вид Mecolusor confusicius был впервые описан по отпечаткам в 2001 году российским палеоэнтомологом Виктором Григорьевичем Новокшоновым (Палеонтологический институт РАН, Москва; 1966—2003) вместе с Choristopanorpa opinata, Choristopanorpa temperata, Kirgizichorista larvata, Mesochorista injuriosa, Panorpaenigma aemulum, Parachorista arguta, Parachorista religiosa, Parachorista sana. Включён в состав рода Mecolusor Novokshonov 2001, близкого к родам скорпионниц Panorpaenigma и Parachorista.